# Parasphyraenops atrimanus
Parasphyraenops atrimanus är en fiskart som beskrevs av Bean 1912. Parasphyraenops atrimanus ingår i släktet Parasphyraenops och familjen havsabborrfiskar. Inga underarter finns listade i Catalogue of Life.